# 土井仁志
土井 仁志（どい ひとし、1963年10月17日 - ）は、日本のウェブサイト管理者、ソフトウェア開発エンジニア。

## 人物
神奈川県茅ヶ崎市出身。
日本ディジタル・イクイップメント株式会社、コンパック・コンピュータ株式会社を経て、アイ・ヴォヤージュ株式会社執行役員を務める。日本のアニメーションと声優情報データベースを英語で作成し自らのウェブサイトで公開していることで英語圏のファンに知られている。

### 声優データベース
土井は、日本のアニメーションや声優についてのデータベースを1994年6月10日から英語で公開している。
『ニューヨーク・タイムズ』は1995年9月17日付で「アメリカの大学には多数のアニメクラブが…あるが、熱狂的なファンが本当に集うのはインターネットだ。例えば、Hitoshi Doi's Anime Pageは数多くのアニメシリーズについて、ほぼすべてのあらすじを提供している」と報じた。
1998年、ミズーリ大学コロンビア校博士課程の学生であったメアリー・グリズビーは、土井のウェブサイトを「より情報に富んだWorld Wide Web URL」と述べて論文の参考文献に掲げた。
アメリカのアニメニュースサイトAnime News Networkは、土井のデータベースが2001年に50,000件を超える規模となったことを報じた。2012年3月現在、データベースの収録件数は98,000件に上るという。

### テレビ出演
また、土井はカナダCBCのテレビ番組Undercurrents（1996年11月22日放映分）に出演し、日本のオタク文化についてインタビューを受けた。